# Bướm bạc lá
Bướm bạc lá, tên khoa học Mussaenda frondosa, là một loài thực vật có hoa trong họ Thiến thảo. Loài này được L. mô tả khoa học đầu tiên năm 1753.

## Hình ảnh

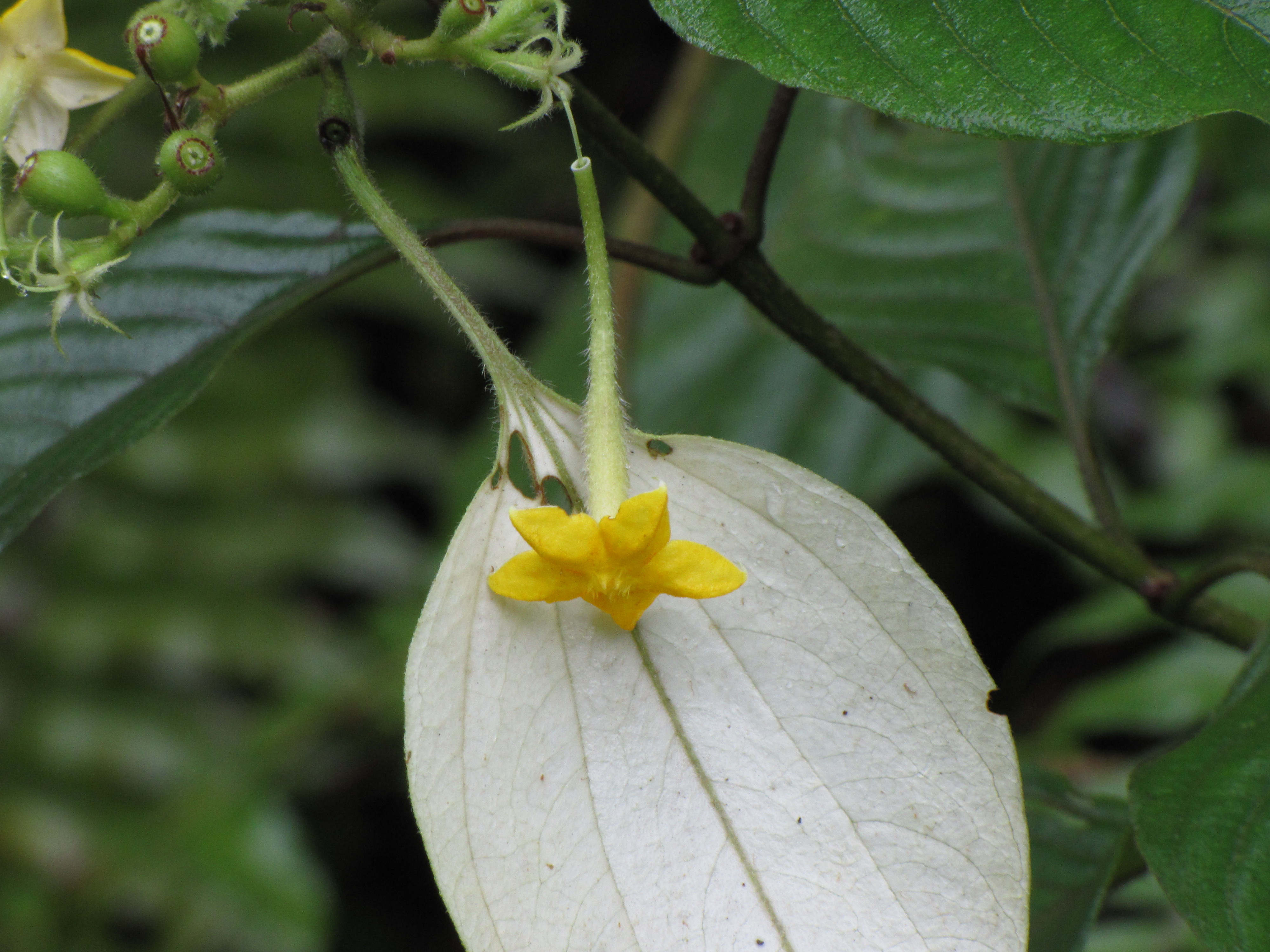
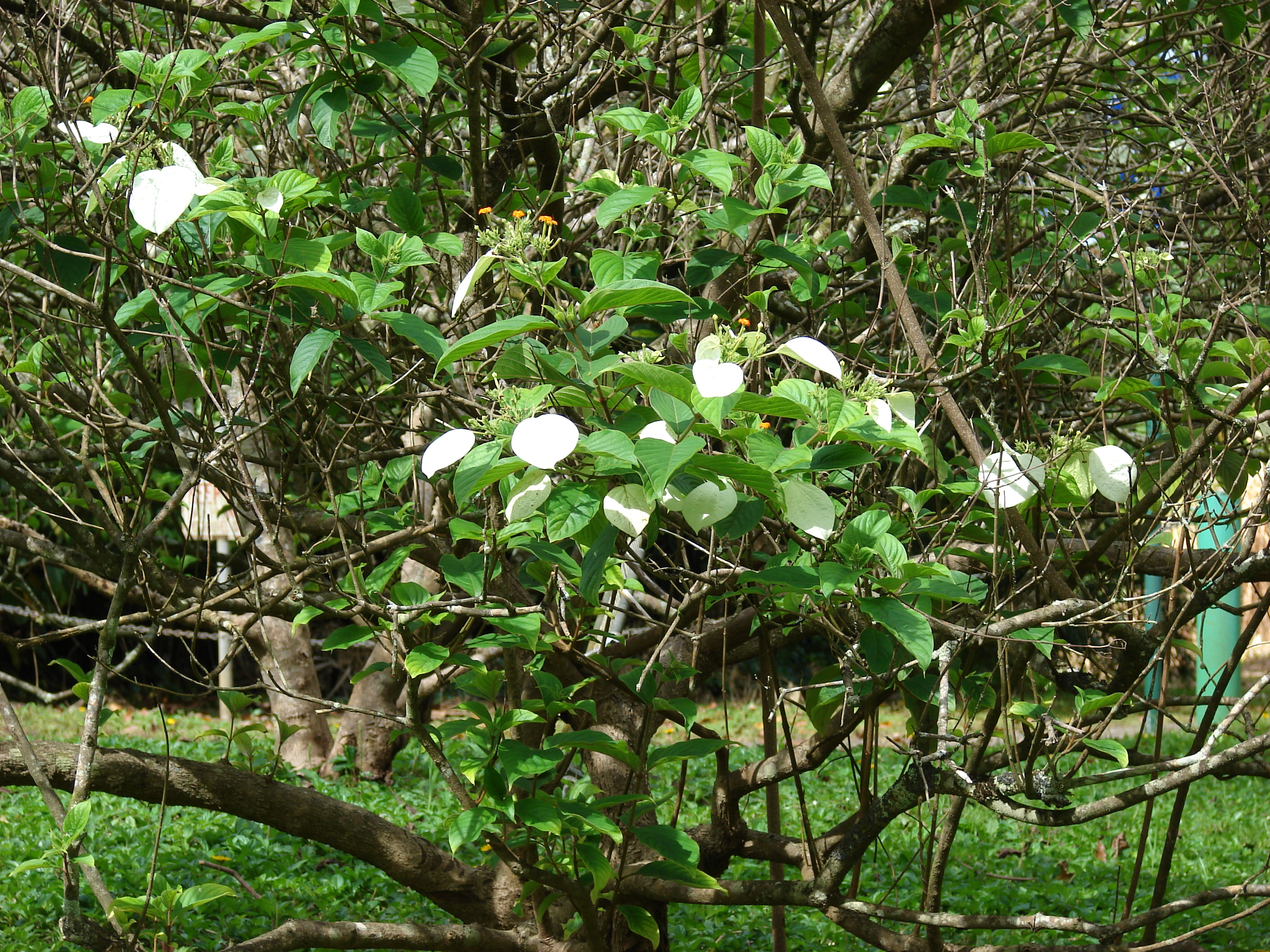
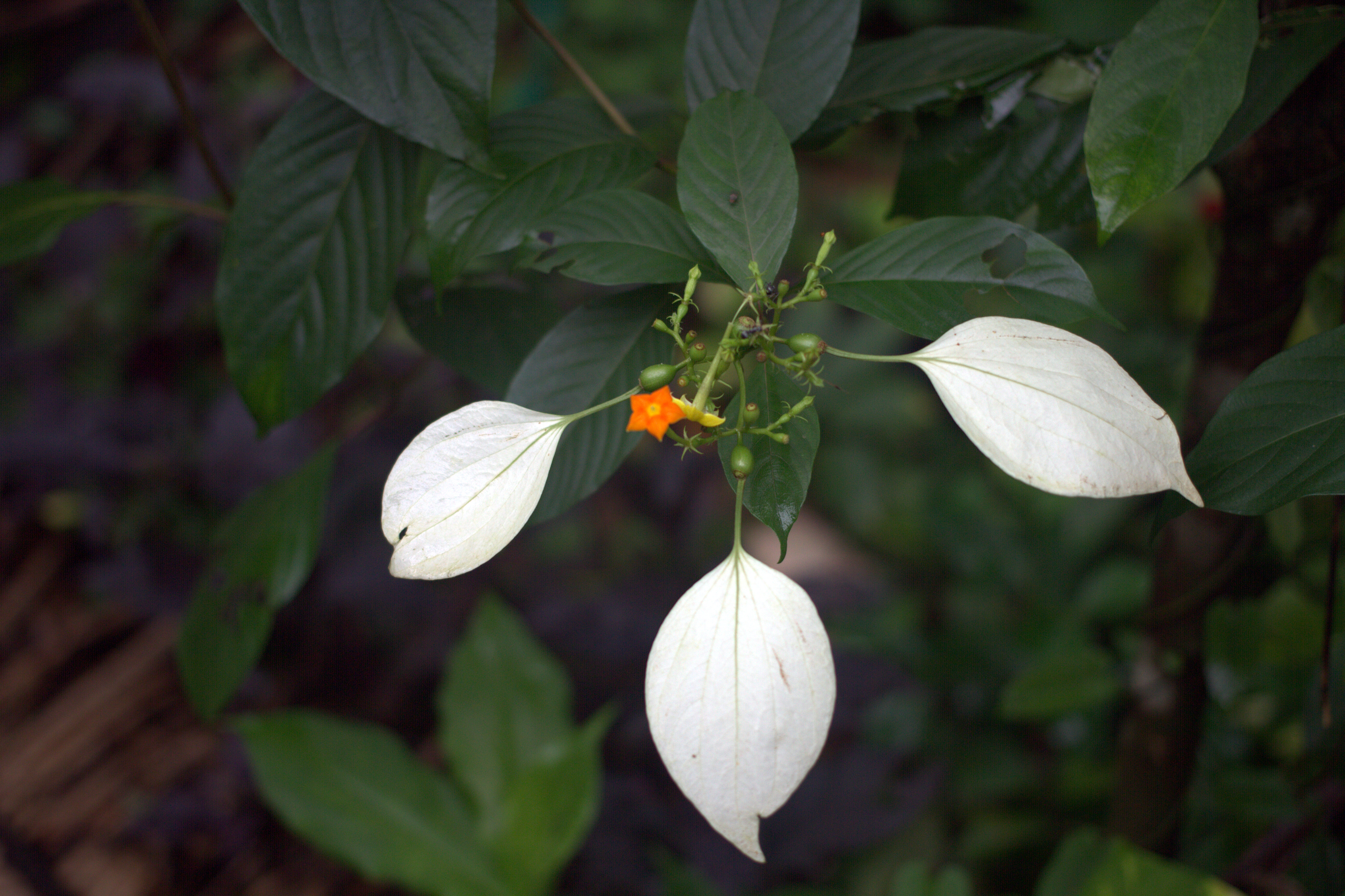
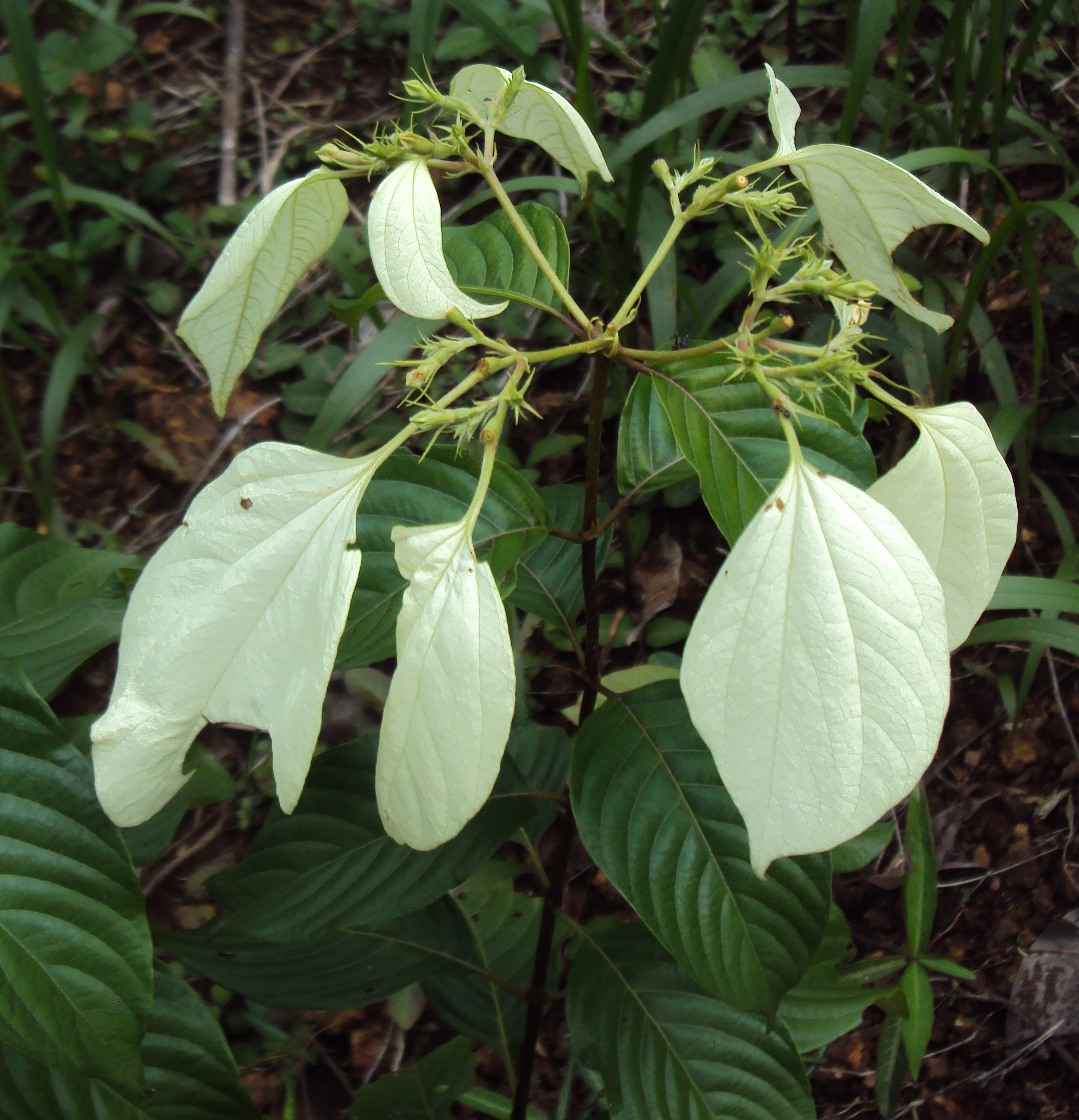